# جون هودجكينسون
جون هودجكينسون (بالإنجليزية: John Hodgkinson)‏ (1871 في المملكة المتحدة - 1944 في المملكة المتحدة) هو لاعب كرة قدم بريطاني (وحمل سابقاً جنسية المملكة المتحدة لبريطانيا العظمى وأيرلندا) في مركز الدفاع. لعب مع نادي ساوثهامبتون ونادي غيلينغهام.